# Mount Cloos
Mount Cloos (französisch Mont Cloos) ist ein 915 m hoher und kuppelförmiger Berg an der Graham-Küste des Grahamlands im Norden der Antarktischen Halbinsel. Er ragt 3 km nordöstlich des Kap Cloos am Nordufer der Girard-Bucht auf.
Teilnehmer der Belgica-Expedition (1897–1899) unter der Leitung des belgischen Polarforschers Adrien de Gerlache de Gomery entdeckten die Bucht. Der französische Polarforscher Jean-Baptiste Charcot nahm bei der Vierten Französischen Antarktisexpedition (1903–1905) die Benennung in Anlehnung an diejenige des gleichnamigen Kaps vor. Dessen Namensgeber ist der dänische Kaufmann Christian Cloos (1863–1941), Honorarkonsul Belgiens in Dänemark. Das UK Antarctic Place-Names Committee überführte am 7. Juli 1959 die französische Benennung ins Englische.